# Chiesa Saint-Eugène-Sainte-Cécile
La chiesa Saint-Eugène-Sainte-Cécile, comunemente chiamata Chiesa di Sant'Eugenio, è una chiesa cattolica situata in via Santa Cecilia 6, nel 9º arrondissement di Parigi. È stata classificata come monumento storico dal 21 marzo 1983. La messa vi viene celebrata giornalmente in entrambe le forme del rito romano.
Venne costruita dal 1854 al 1856 su richiesta di Napoleone III in memoria di suo zio Eugenio di Beauharnais da Louis-Auguste Boileau (1812-1896) e Adrien-Louis Lusson in venti mesi.